# 二磷化三钴
二磷化三钴是一种无机化合物，化学式为Co3P2，它可由氯化钴和磷化钠反应制得，或由三(三甲基硅基)膦和氯化钴反应得到。
它也可以形成稳定的单层材料，并可作为阳极以储存Li+、Na+、K+。